# Microdus yuennanensis
Microdus yuennanensis là một loài Rêu trong họ Dicranaceae. Loài này được C. Gao mô tả khoa học đầu tiên năm 1994.